# Wielersport op de Eilandspelen 2025 – Wegwedstrijd vrouwen
De wegwedstrijd voor vrouwen op de Eilandspelen 2025 werd gehouden op 16 juli. De veertien deelneemsters legden een parcours in en rond Harray af. Pippa Inderwick, uitkomend onder de vlag van Guernsey won won het goud.

## Uitslag
| Plaats | Naam                   | Ploeg            | Tijd     |
| ------ | ---------------------- | ---------------- | -------- |
| Goud   | Pippa Inderwick        | Guernsey         | 1u35'45" |
| Zilver | Súsanna Skylv Sørensen | Faeröer          | z.t.     |
| Brons  | Olivia Lett            | Gibraltar        | z.t.     |
| 4      | Hannah Kennedy         | Guernsey         | z.t.     |
| 5      | Nicola Valarino        | Gibraltar        | + 1'22"  |
| 6      | Claire Rendall         | Orkney-eilanden  | + 6'11"  |
| 7      | Chloe Truffitt         | Guernsey         | z.t.     |
| 8      | Charis Jones           | Wight            | + 7'13"  |
| 9      | Kirsty Watson          | Orkney-eilanden  | + 7'16"  |
| 10     | Andrea Nightingale     | Guernsey         | z.t.     |
| 11     | Olga Tierney           | Orkney-eilanden  | + 7'17"  |
| 12     | Lynsey Henderson       | Shetlandeilanden | + 7'21"  |
| 13     | Alison Leitch          | Orkney-eilanden  | + 8'06"  |
| 14     | Anna Livsey            | Orkney-eilanden  | + 39'15" |